# Влюблённые и медведь
«Влюблённые и медведь» (англ. Two Lovers and a Bear) — драматический фильм, снятый Кимом Нгуйеном.

## Сюжет
Действие фильма разворачивается в живописном уголке вблизи Северного полюса. Главные герои фильма Роман и Люси, живущие в этом уголке, влюбляются друг в друга. Кроме испытаний природой и дикого холода, их ожидает борьба со своим прошлым, которое не даёт о себе забыть, а лишь напоминает о себе в самый неподходящий момент.

## В ролях
- Дэйн Дехаан — Роман
- Татьяна Маслани — Люси
- Гордон Пинсент — медведь (озвучивание)
- Джон Ралстон — отец Люси
- Джонни Иссалук — Чарли
- Какки Питер — Джон Товок

## Производство
Режиссёром фильма выступил лауреат Берлинского кинофестиваля Ким Нгуйен.
Съёмки фильма проходили в канадском поселении, где у съёмочной группы возникла проблема: свет, исходящий от уличных фонарей, был слишком яркий. Из-за решения этого вопроса съёмки фильма затянулись на несколько месяцев.
Фильм «Влюблённые и медведь» был показан на Каннском фестивале в программе «Двухнедельник режиссёров».